# 104
Римська імперія •  Парфянське царство •  Кушанське царство •  Східна Хань •  Сармати

## Геополітична ситуація
Римську імперію очолює імператор Траян (до 117). Імперія займає Апеннінський, Піренейський та Балканський півострови, Галлію, частину Британії, Близький Схід, Північну Африку включно з Єгиптом. Римляни ведуть війну з Дакією.
Наймогутніша держава центральної Азії — Парфянське царство, в якому править Пакор II. Наймогутніша держава Індостану — Кушанське царство. Династія Хань править у Китаї.
Триває докласичний період цивілізації мая.
На території майбутньої України, в степах Причорномор'я, мешкають сармати, північніше племена Черняхівської культури.

## Події
- Римська імперія: консулами обрано Марка Азінія Марцелла та Секста Аттія Субурана Еміліана.
- Правитель даків Децебал порушив умови мирного договору з Римом.
- У Римі почалося спорудження термів Траяна.

## Народились
- Га́й Апулле́й Діо́кл — давньоримський колісничний родом із Лузитанії.